# Clarity (bài hát của Zedd)
"Clarity" là bài hát của nhà sản xuất âm nhạc người Đức-Nga Zedd với sự hợp tác cùng ca sĩ người Anh Foxes. Bài hát được phát hành dưới dạng đĩa đơn thứ ba từ album cùng tên. Bài hát được viết bởi Zedd, Matthew Koma, Porter Robinson và Skylar Grey; phát hành bởi Interscope Records. Zedd đã phát hành một album trên Beatport bao gồm những bản phối lại của bài hát vào ngày 12 tháng 2 năm 2013.
"Clarity" đã thắng hạng mục Thu âm nhạc dance xuất sắc nhất tại lễ trao giải Grammy lần thứ 56.

## Danh sách track và định dạng
| Tải kỹ thuật số | Tải kỹ thuật số | Tải kỹ thuật số |
| STT             | Nhan đề         | Thời lượng      |
| --------------- | --------------- | --------------- |
| 1.              | "Clarity"       | 4:31            |

| Tải kỹ thuật số - Phối lại | Tải kỹ thuật số - Phối lại | Tải kỹ thuật số - Phối lại |
| STT                        | Nhan đề                    | Thời lượng                 |
| -------------------------- | -------------------------- | -------------------------- |
| 1.                         | "Clarity" (phối lại)       | 5:43                       |

| Clarity (Remixes) | Clarity (Remixes)              | Clarity (Remixes) |
| STT               | Nhan đề                        | Thời lượng        |
| ----------------- | ------------------------------ | ----------------- |
| 1.                | "Clarity" (Zedd Union Mix)     | 3:27              |
| 2.                | "Clarity" (Tiësto Remix)       | 5:54              |
| 3.                | "Clarity" (Style of Eye Remix) | 6:37              |
| 4.                | "Clarity" (Brillz Remix)       | 5:57              |

| Clarity (Remixes) – Phiên bản Beatport | Clarity (Remixes) – Phiên bản Beatport | Clarity (Remixes) – Phiên bản Beatport |
| STT                                    | Nhan đề                                | Thời lượng                             |
| -------------------------------------- | -------------------------------------- | -------------------------------------- |
| 1.                                     | "Clarity" (Style of Eye Remix)         | 6:35                                   |
| 2.                                     | "Clarity" (Headhunterz Remix)          | 4:30                                   |
| 3.                                     | "Clarity" (Tiësto Remix)               | 5:54                                   |
| 4.                                     | "Clarity" (Funkagenda Remix)           | 7:30                                   |
| 5.                                     | "Clarity" (Torro Torro Remix)          | 4:33                                   |
| 6.                                     | "Clarity" (Roy Rosenfeld Remix)        | 7:44                                   |
| 7.                                     | "Clarity" (Felix Cartal Remix)         | 5:14                                   |
| 8.                                     | "Clarity" (Nick Thayer Remix)          | 4:50                                   |
| 9.                                     | "Clarity" (Out Alive Remix)            | 3:33                                   |
| 10.                                    | "Clarity" (Shreddie Mercury Remix)     | 6:07                                   |
| 11.                                    | "Clarity" (Swanky Tunes Remix)         | 5:09                                   |

## Các phiên bản khác
Phiên bản của đồng tác giả Matthew Koma cho ca khúc "Clarity" đã được phát hành trong đĩa mở rộng The Cherrytree Sessions của anh vào năm 2013.
Một phiên bản khác của đồng tác giả Skylar Grey cho ca khúc "Clarity" đã được đăng tải lên YouTube vào ngày 11 tháng 4 năm 2017.

## Xếp hạng

### Xếp hạng tuần
| Bảng xếp hạng (2013–14)                         | Vị trí cao nhất |
| ----------------------------------------------- | --------------- |
| Úc (ARIA)                                       | 13              |
| Australia Dance (ARIA)                          | 2               |
| Australia Hitseekers (ARIA)                     | 1               |
| Bỉ (Ultratop 50 Flanders)                       | 38              |
| Bỉ Dance (Ultratop Flanders)                    | 20              |
| Bỉ (Ultratip Wallonia)                          | 11              |
| Bỉ Dance (Ultratop Wallonia)                    | 23              |
| Brasil (Billboard Brasil Hot 100)               | 51              |
| Brasil Hot Pop Songs                            | 15              |
| Canada (Canadian Hot 100)                       | 17              |
| Cộng hòa Séc (Rádio Top 100)                    | 38              |
| Trường songid là BẮT BUỘC CHO BẢNG XẾP HẠNG ĐỨC | 94              |
| Ireland (IRMA)                                  | 39              |
| Italy (FIMI)                                    | 68              |
| Hà Lan (Single Top 100)                         | 81              |
| New Zealand (Recorded Music NZ)                 | 13              |
| Scotland (OCC)                                  | 22              |
| Slovakia (Rádio Top 100)                        | 66              |
| Ukraine Dance (FDR Music Charts)                | 12              |
| Anh Quốc (OCC)                                  | 27              |
| Anh Quốc Dance (OCC)                            | 6               |
| Hoa Kỳ Billboard Hot 100                        | 8               |
| Hoa Kỳ Adult Pop Airplay (Billboard)            | 16              |
| Hoa Kỳ Dance Club Songs (Billboard)             | 1               |
| Hoa Kỳ Latin Pop Songs (Billboard)              | 28              |
| Hoa Kỳ Pop Airplay (Billboard)                  | 2               |
| Hoa Kỳ Rhythmic (Billboard)                     | 7               |

### Xếp hạng cuối năm
| Bảng xếp hạng (2013)                  | Vị trí |
| ------------------------------------- | ------ |
| Australia (ARIA)                      | 57     |
| Australia Dance (ARIA)                | 12     |
| Canada (Canadian Hot 100)             | 49     |
| UK Singles (Official Charts Company)  | 180    |
| US Billboard Hot 100                  | 24     |
| US Dance/Electronic Songs (Billboard) | 5      |
| US Hot Dance Club Songs (Billboard)   | 7      |
| US Mainstream Top 40 (Billboard)      | 5      |

## Chứng nhận
| Quốc gia | Chứng nhận  | Số đơn vị/doanh số chứng nhận |
| --- | ----------- | ----------------------------- |
| Úc (ARIA) | 2× Bạch kim | 140.000^                      |
| Canada (Music Canada) | Bạch kim    | 80.000*                       |
| Ý (FIMI) | Vàng        | 15.000*                       |
| México (AMPROFON) | Vàng        | 30.000*                       |
| New Zealand (RMNZ) | Vàng        | 7.500*                        |
| Anh Quốc (BPI) | Bạc         | 200.000‡                      |
| Hoa Kỳ (RIAA) | 2× Bạch kim | 2.238.000                     |
| * Chứng nhận dựa theo doanh số tiêu thụ. ^ Chứng nhận dựa theo doanh số nhập hàng. ‡ Chứng nhận dựa theo doanh số tiêu thụ và phát trực tuyến. |             |                               |

1. ↑  Wass, Mike (ngày 30 tháng 9 năm 2013). "Foxes On "Clarity", Her Debut LP & The Elastic Nature Of Youth: The Idolator Q&A". Foxes. Truy cập ngày 16 tháng 8 năm 2014.
2. 1 2  "Clarity (Extended Mix)". Beatport. Interscope Records.
3. ↑  Zedd and Foxes Wins Best Dance Recording | GRAMMYs, truy cập ngày 27 tháng 4 năm 2022
4. ↑  "Clarity (feat. Foxes) - Single". iTunes AU. Apple Inc. Truy cập ngày 15 tháng 7 năm 2013.
5. ↑  "iTunes - Music - Clarity (Remixes) - EP by Zedd". iTunes Store. ngày 12 tháng 2 năm 2013.
6. ↑  "Clarity Remixes (Interscope Records):: Beatport". Beatport. ngày 18 tháng 2 năm 2013. Bản gốc lưu trữ ngày 20 tháng 2 năm 2013. Truy cập ngày 23 tháng 9 năm 2015.
7. ↑  The Cherrytree Sessions - EP by Matthew Koma (bằng tiếng Anh), ngày 1 tháng 1 năm 2013, truy cập ngày 27 tháng 4 năm 2022
8. ↑  Skylar Grey - Clarity (Live on the Honda Stage at The Peppermint Club), truy cập ngày 27 tháng 4 năm 2022
9. ↑  "Australian-charts.com – Zedd feat. Foxes – Clarity" (bằng tiếng Anh). ARIA Top 50 Singles.
10. ↑  "ARIA Report: Issue 1225" (PDF). ARIA. Truy cập ngày 2 tháng 8 năm 2014.
11. ↑  "ARIA Report: Issue 1218" (PDF). ARIA. Truy cập ngày 2 tháng 8 năm 2014.
12. 1 2  "Ultratop.be – Zedd feat. Foxes – Clarity" (bằng tiếng Hà Lan). Ultratop 50.  Truy cập ngày 6 tháng 4 năm 2013.
13. 1 2  "Ultratop.be – Zedd feat. Foxes – Clarity" (bằng tiếng Pháp). Ultratip.
14. 1 2  BPP, biên tập (November–December 2013). "Billboard Brasil Hot 100 Airplay". Billboard Brasil. số 46. tr. 88.
15. ↑  "Zedd Chart History (Canadian Hot 100)". Billboard (bằng tiếng Anh).
16. ↑  "ČNS IFPI" (bằng tiếng Séc). Hitparáda – Radio Top 100 Oficiální. IFPI Cộng hòa Séc. Ghi chú: Chọn 42. týden 2013.
17. ↑  "Chart Track: Week 11, 2013" (bằng tiếng Anh). Irish Singles Chart.
18. ↑  "Tutti i successi del 2013" (bằng tiếng Ý). Hit Parade Italia. Truy cập ngày 2 tháng 8 năm 2014.
19. ↑  "Dutchcharts.nl – Zedd feat. Foxes – Clarity" (bằng tiếng Hà Lan). Single Top 100.  Truy cập ngày 6 tháng 4 năm 2013.
20. ↑  "Charts.nz – Zedd feat. Foxes – Clarity" (bằng tiếng Anh). Top 40 Singles.  Truy cập ngày 5 tháng 8 năm 2013.
21. ↑  "Official Scottish Singles Sales Chart Top 100" (bằng tiếng Anh). Official Charts Company.  Truy cập ngày 24 tháng 2 năm 2013.
22. ↑  "ČNS IFPI" (bằng tiếng Slovakia). Hitparáda – Radio Top 100 Oficiálna. IFPI Cộng hòa Séc. Ghi chú: Chọn 12. týden 2013 trong mục ngày.
23. ↑  "Dance" (bằng tiếng Ukraina). FDR Music Charts. Bản gốc lưu trữ ngày 18 tháng 7 năm 2014. Truy cập ngày 2 tháng 8 năm 2014.
24. ↑  "Official Singles Chart Top 100" (bằng tiếng Anh). Official Charts Company.  Truy cập ngày 24 tháng 2 năm 2013.
25. ↑  "Official Dance Singles Chart Top 40" (bằng tiếng Anh). Official Charts Company.  Truy cập ngày 24 tháng 2 năm 2013.
26. ↑  "Zedd Chart History (Hot 100)". Billboard (bằng tiếng Anh).
27. ↑  "Zedd Chart History (Adult Pop Songs)". Billboard (bằng tiếng Anh).
28. ↑  "Zedd Chart History (Dance Club Songs)". Billboard (bằng tiếng Anh).
29. ↑  "Zedd Chart History (Latin Pop Songs)". Billboard (bằng tiếng Anh).
30. ↑  "Zedd Chart History (Pop Songs)". Billboard (bằng tiếng Anh).
31. ↑  "Zedd Chart History (Rhythmic)". Billboard (bằng tiếng Anh).
32. ↑  "2013 Year End Singles Chart". ARIA. Bản gốc lưu trữ ngày 15 tháng 2 năm 2014. Truy cập ngày 7 tháng 2 năm 2013.
33. ↑  "2013 Top 50 Year End Dance Singles Chart". ARIA. Truy cập ngày 2 tháng 8 năm 2014.
34. ↑  "Best of 2013: Canadian Hot 100". Prometheus Gobal Media. Truy cập ngày 13 tháng 12 năm 2013.
35. ↑  "End of Year 2013" (PDF). UKChartsPlus. Truy cập ngày 2 tháng 8 năm 2014.
36. ↑  "Zedd Chart History: Year-End Hot 100 Songs". Billboard.com. Prometheus Global Media. Bản gốc lưu trữ ngày 19 tháng 11 năm 2018. Truy cập ngày 1 tháng 6 năm 2014.
37. ↑  "Zedd Chart History: Year-End Dance/Electronic Songs". Billboard.com. Prometheus Global Media. Bản gốc lưu trữ ngày 19 tháng 11 năm 2018. Truy cập ngày 1 tháng 6 năm 2014.
38. ↑  "Zedd Chart History: Year-End Dance Club Songs". Billboard.com. Prometheus Global Media. Bản gốc lưu trữ ngày 19 tháng 11 năm 2018. Truy cập ngày 1 tháng 6 năm 2014.
39. ↑  "Zedd - Chart History: Year-End Pop Songs". Billboard.com. Prometheus Global Media. Bản gốc lưu trữ ngày 19 tháng 11 năm 2018. Truy cập ngày 1 tháng 6 năm 2014.
40. ↑  "ARIA Charts – Accreditations – 2013 Singles" (PDF) (bằng tiếng Anh). Hiệp hội Công nghiệp ghi âm Úc.
41. ↑  "Chứng nhận đĩa đơn   Canada – Zedd – Clarity" (bằng tiếng Anh). Music Canada.
42. ↑  "Chứng nhận đĩa đơn   Ý – Zedd – Clarity" (bằng tiếng Ý). Federazione Industria Musicale Italiana. Chọn "2013" ở menu thả xuống "Anno". Chọn "Clarity" ở mục "Filtra". Chọn "Singoli" dưới "Sezione".
43. ↑  "Certificaciones" (bằng tiếng Tây Ban Nha). Asociación Mexicana de Productores de Fonogramas y Videogramas. Nhập Zedd ở khúc dưới tiêu đề cột ARTISTA  và Clarity ở chỗ điền dưới cột tiêu đề TÍTULO'.
44. ↑  "Chứng nhận đĩa đơn   New Zealand – Zedd – Clarity" (bằng tiếng Anh). Recorded Music NZ.[liên kết hỏng]
45. ↑  "Chứng nhận đĩa đơn   Anh Quốc – Zedd – Clarity" (bằng tiếng Anh). British Phonographic Industry. Chọn single trong phần Format. Chọn Bạc' ở phần Certification. Nhập Clarity  vào mục "Search BPI Awards" rồi ấn Enter.
46. ↑  "Chứng nhận đĩa đơn   Hoa Kỳ – Zedd – Clarity" (bằng tiếng Anh). Hiệp hội Công nghiệp Ghi âm Hoa Kỳ.
47. ↑  "Chart Watch: Two Movie Songs In Top 5". ngày 27 tháng 3 năm 2014.

Bản mẫu:Foxes